# Parni
Parnii (latină Aparni, greacă Aparnoi/Parnoi) au fost un popor est-iranian  din valea râului Ochos/Ochus (Tajen/Tajend) din sud-estul Mării Caspice.
Parni a fost unul dintre cele trei triburi ale Confederației Dahae. La mijlocul secolului al III-lea î.Hr., Parnii au invadat Parția, unde au alungat satrapii greci, au obținut independența și au fondat o nouă dinastie, Arsacidă.